# Medagliati ai campionati del mondo di sci alpinismo - Uomini
Questa lista riporta l'elenco dei medagliati maschili ai Campionati mondiali di sci alpinismo.

## Individuale
| Edizione | Oro                         | Argento                 | Bronzo                  |
| -------- | --------------------------- | ----------------------- | ----------------------- |
| 2002     | Stéphane Brosse             | Patrick Blanc           | Carlo Battel            |
| 2004     | Rico Elmer                  | Florent Perrier         | Dennis Brunod           |
| 2008     | Florent Perrier             | Florent Troillet        | Dennis Brunod           |
| 2010     | Florent Troillet            | Kílian Jornet i Burgada | Didier Blanc            |
| 2011     | Kílian Jornet i Burgada     | William Bon Mardion     | Yannick Buffet          |
| 2013     | William Bon Mardion         | Mathéo Jacquemoud       | Kílian Jornet i Burgada |
| 2015     | Kílian Jornet i Burgada (2) | Robert Antonioli        | Matteo Eydallin         |
| 2017     | Damiano Lenzi               | Kílian Jornet i Burgada | Anton Palzer            |
| 2019     | Robert Antonioli            | Michele Boscacci        | Xavier Gachet           |
| 2021     | Matteo Eydallin             | Robert Antonioli        | Davide Magnini          |
| 2023     | Rémi Bonnet                 | Matteo Eydallin         | Robert Antonioli        |
| 2025     | Rémi Bonnet (2)             | Davide Magnini          | Xavier Gachet           |

## Vertical
| Edizione | Oro                         | Argento                     | Bronzo                   |
| -------- | --------------------------- | --------------------------- | ------------------------ |
| 2004     | Patrick Blanc               | Florent Perrier             | Sébastien Epiney         |
| 2006     | Patrick Blanc (2)           | Tony Sbalbi                 | Florent Perrier          |
| 2008     | Florent Perrier             | Dennis Brunod               | Grégory Gachet           |
| 2010     | Kílian Jornet i Burgada     | Dennis Brunod               | Florent Perrier          |
| 2011     | Kílian Jornet i Burgada     | Yannick Buffet              | William Bon Mardion      |
| 2013     | Kílian Jornet i Burgada     | Martin Anthamatten          | Damiano Lenzi            |
| 2015     | Kílian Jornet i Burgada     | Anton Palzer                | Lorenzo Holzknecht       |
| 2017     | Kílian Jornet i Burgada (5) | Damiano Lenzi               | Werner Marti             |
| 2019     | Werner Marti                | Robert Antonioli            | Rémi Bonnet              |
| 2021     | Rémi Bonnet                 | Anton Palzer                | Werner Marti             |
| 2023     | Rémi Bonnet                 | Maximilien Drion du Chapois | Gédéon Pochat Cottilloux |
| 2025     | Rémi Bonnet (3)             | Maximilien Drion du Chapois | Aurélien Gay             |

## Sprint
| Edizione | Oro                    | Argento            | Bronzo             |
| -------- | ---------------------- | ------------------ | ------------------ |
| 2011     | Martin Anthamatten     | Robert Antonioli   | Yannick Ecoeur     |
| 2013     | Josef Rottmoser        | Marcel Marti       | Yannick Ecoeur     |
| 2015     | Robert Antonioli       | Josef Rottmoser    | Iwan Arnold        |
| 2017     | Iwan Arnold            | Anton Palzer       | Oriol Cardona Coll |
| 2019     | Arno Lietha            | Iwan Arnold        | Robert Antonioli   |
| 2021     | Iwan Arnold (2)        | Oriol Cardona Coll | Nadir Maguet       |
| 2023     | Oriol Cardona Coll     | Thibault Anselmet  | Robin Galindo      |
| 2025     | Oriol Cardona Coll (2) | Thibault Anselmet  | Jon Kistler        |

## A squadre
| Edizione | Oro                                   | Argento                               | Bronzo                             |
| -------- | ------------------------------------- | ------------------------------------- | ---------------------------------- |
| 2002     | Ivan Murada Graziano Boscacci         | Tony Sbalbi Stéphane Brosse           | Miroslav Leitner Peter Svätojánsky |
| 2004     | Patrick Blanc Florent Perrier         | Carlo Battel Jean Pellissier          | Dennis Brunod Manfred Reichegger   |
| 2006     | Stéphane Brosse Patrick Blanc (2)     | Florent Perrier Grégory Gachet        | Dennis Brunod Manfred Reichegger   |
| 2008     | Florent Perrier Alexandre Pellicier   | Hansjörg Lunger Guido Giacomelli      | Dennis Brunod Manfred Reichegger   |
| 2010     | Florent Perrier (3) Didier Blanc      | Martin Anthamatten Florent Troillet   | Lorenzo Holzknecht Damiano Lenzi   |
| 2011     | Matteo Eydallin Denis Trento          | Manfred Reichegger Lorenzo Holzknecht | William Bon Mardion Didier Blanc   |
| 2013     | Mathéo Jacquemoud William Bon Mardion | Matteo Eydallin Manfred Reichegger    | Xavier Gachet Alexis Sevennec      |
| 2015     | Damiano Lenzi Matteo Eydallin         | Xavier Gachet William Bon Mardion     | Robert Antonioli Michele Boscacci  |
| 2017     | Damiano Lenzi (2) Matteo Eydallin     | Michele Boscacci Robert Antonioli     | William Bon Mardion Xavier Gachet  |
| 2019     | Werner Marti Rémi Bonnet              | Michele Boscacci Robert Antonioli     | Matteo Eydallin Nadir Maguet       |
| 2023     | Robert Antonioli Matteo Eydallin (4)  | William Bon Mardion Xavier Gachet     | Davide Magnini Nadir Maguet        |
| 2025     | Xavier Gachet William Bon Mardion (2) | Rémi Bonnet Aurélien Gay              | Samuel Equy Mathéo Jacquemoud      |

## Staffetta
| Edizione | Oro                                                                           | Argento                                                                    | Bronzo |
| -------- | ----------------------------------------------------------------------------- | -------------------------------------------------------------------------- | --- |
| 2004     | Francia Stéphane Brosse Cédric Tomio Florent Perrier Patrick Blanc            | Italia Carlo Battel Graziano Boscacci Martin Riz Guido Giacomelli          | Svizzera Alexander Hug Alain Richard Pierre Bruchez Rico Elmer                                             |
| 2006     | Italia Dennis Brunod Hansjörg Lunger Manfred Reichegger Guido Giacomelli      | Francia Stéphane Brosse Grégory Gachet Florent Perrier Patrick Blanc       | Svizzera Alexander Hug Alain Rey Florent Troillet Rico Elmer                                               |
| 2008     | Italia Dennis Brunod Denis Trento Manfred Reichegger Martin Riz               | Svizzera Florent Troillet Martin Anthamatten Pierre Bruchez Didier Moret   | Spagna Javier Martín de Villa Manuel Pérez Brunicardi Marc Solá Pastoret Kílian Jornet i Burgada           |
| 2010     | Italia Dennis Brunod Denis Trento Manfred Reichegger Lorenzo Holzknecht       | Svizzera Florent Troillet Martin Anthamatten Pierre Bruchez Yannick Ecoeur | Francia Grégory Gachet William Bon Mardion Florent Perrier Didier Blanc                                    |
| 2011     | Italia Manfred Reichegger Robert Antonioli Denis Trento Matteo Eydallin       | Svizzera Yannick Ecoeur Marcel Theux Martin Anthamatten Marcel Marti       | Francia Didier Blanc Xavier Gachet Yannick Buffet William Bon Mardion                                      |
| 2013     | Svizzera Marcel Marti Martin Anthamatten Yannick Ecoeur Andreas Steindl       | Italia Manfred Reichegger Michele Boscacci Robert Antonioli Damiano Lenzi  | Francia William Bon Mardion Mathéo Jacquemoud Alexis Sevennec Xavier Gachet                                |
| 2015     | Italia Matteo Eydallin Damiano Lenzi Michele Boscacci Robert Antonioli        | Francia William Bon Mardion Alexis Sevennec Xavier Gachet Didier Blanc     | Svizzera Iwan Arnold Yannick Ecoeur Martin Anthamatten Marcel Marti                                        |
| 2017     | Svizzera Iwan Arnold Yannick Ecoeur Werner Marti Andreas Steindl              | Italia Nadir Maguet Robert Antonioli Michele Boscacci Damiano Lenzi        | Spagna Marc Pinsach Rubirola Inigo Martinez de Albornoz Marques Oriol Cardona Coll Kílian Jornet i Burgada |
| 2019     | Italia Robert Antonioli Michele Boscacci Nadir Maguet Nicolò Ernesto Canclini | Francia Thibault Anselmet William Bon Mardion Samuel Equy Alexis Sevennec  | Spagna Marc Pinsach Rubirola Inigo Martinez de Albornoz Marques Oriol Cardona Coll Antonio Alcalde Sanchez |
| 2021     | Italia Robert Antonioli Nicolò Ernesto Canclini Nadir Maguet Michele Boscacci | Svizzera Werner Marti Iwan Arnold Arno Lietha Martin Anthamatten           | Francia Alexis Sevennec William Bon Mardion Thibault Anselmet Xavier Gachet                                |

## Combinata
| Edizione | Oro                     | Argento             | Bronzo                  |
| -------- | ----------------------- | ------------------- | ----------------------- |
| 2002     | Patrick Blanc           | Stéphane Brosse     | Ivan Murada             |
| 2004     | Florent Perrier         | Patrick Blanc       | Dennis Brunod           |
| 2008     | Florent Perrier (2)     | Dennis Brunod       | Grégory Gachet          |
| 2010     | Didier Blanc            | Florent Perrier     | Kílian Jornet i Burgada |
| 2011     | Kílian Jornet i Burgada | William Bon Mardion | Robert Antonioli        |

## Lunga distanza
| Edizione | Oro              | Argento         | Bronzo                  |
| -------- | ---------------- | --------------- | ----------------------- |
| 2008     | Guido Giacomelli | Florent Perrier | Kílian Jornet i Burgada |

## Staffetta mista
| Edizione | Oro                            | Argento                                 | Bronzo                               |
| -------- | ------------------------------ | --------------------------------------- | ------------------------------------ |
| 2023     | Emily Harrop Thibault Anselmet | Giulia Murada Nicolò Ernesto Canclini   | Axelle Gachet-Mollaret Robin Galindo |
| 2025     | Emily Harrop Thibault Anselmet | Ana Alonso Rodríguez Oriol Cardona Coll | Marianne Fatton Robin Bussard        |

## Atleti plurimedagliati

### Tutte le gare
| Atleta                  | Oro | Argento | Bronzo | Totale |
| ----------------------- | --- | ------- | ------ | ------ |
| Florent Perrier         | 8   | 6       | 3      | 17     |
| Kílian Jornet i Burgada | 8   | 2       | 5      | 15     |
| Robert Antonioli        | 7   | 8       | 4      | 19     |
| Matteo Eydallin         | 7   | 2       | 2      | 11     |
| Patrick Blanc           | 6   | 3       | 0      | 9      |
| Rémi Bonnet             | 6   | 1       | 1      | 8      |
| Manfred Reichegger      | 4   | 3       | 3      | 10     |
| Damiano Lenzi           | 4   | 3       | 2      | 9      |
| Denis Trento            | 4   | 0       | 0      | 4      |

### Gare individuali
| Atleta                  | Oro | Argento | Bronzo | Totale |
| ----------------------- | --- | ------- | ------ | ------ |
| Kílian Jornet i Burgada | 8   | 2       | 3      | 13     |
| Rémi Bonnet             | 5   | 0       | 1      | 6      |
| Florent Perrier         | 4   | 4       | 2      | 10     |
| Patrick Blanc           | 3   | 2       | 0      | 5      |
| Robert Antonioli        | 2   | 4       | 3      | 9      |
| Oriol Cardona Coll      | 2   | 1       | 1      | 4      |
| Iwan Arnold             | 2   | 1       | 1      | 4      |